# Lampertsloch
Lampertsloch je občina v departmaju Bas-Rhin francoske regije Alzacija.
Leta 1990 je v občini živelo 680 oseb oz. 65 oseb/km².